# Ривьер, Вильям
Вильям Ривьер (нем. William Rivier; дата рождения неизвестна — дата смерти неизвестна) — швейцарский шахматист.

## Биография
В 1925 году в консультационной партии на сеансе одновременной игры победил А. А. Алехина.
Дважды (в 1928 и 1931 гг.) представлял сборную Швейцарии на шахматных олимпиадах. В 1928 году в индивидуальном зачете показал шестой результат среди всех участников шахматной олимпиады.
В 1932 году в Берне поделил 9—12 места в международном шахматном турнире (победил тогдашний чемпион мира по шахматам А. А. Алехин).

## Спортивные результаты
| Год  | Город | Соревнование                                | + | − | = | Результат | Место |
| ---- | ----- | ------------------------------------------- | - | - | - | --------- | ----- |
| 1928 | Гаага | II Олимпиада (сборная Швейцарии, 1-я доска) | 5 | 1 | 5 | 7½ из 11  |       |
| 1931 | Прага | IV Олимпиада (сборная Швейцарии, 4-я доска) |   |   |   |           |       |
| 1932 | Берн  | Международный турнир                        | 4 | 7 | 4 | 6 из 15   | 9—12  |